# Kurt Uhlig (Politiker)
Adolf Kurt Uhlig (* 15. Mai 1888 in Coßmannsdorf; † 7. März 1958 in Frankfurt am Main) war ein deutscher Politiker (SPD).

## Leben und Wirken
Nach dem Besuch der Volksschule in Somsdorf und Coßmannsdorf in den Jahren 1894 bis 1902 besuchte Uhlig sechs Jahre lang die Präparandenanstalt und das Lehrerseminar in Dresden. Um 1907 trat er in die Sozialdemokratische Partei Deutschlands (SPD) ein. Von 1908 bis 1911 lebte er als Hilfslehrer in Kreischa und Großoelsa bei Dresden. Nach einer einjährigen Tätigkeit als provisorischer Lehrer arbeitete Uhlig von 1912 bis 1932 als ständiger Lehrer und von 1932 bis 1933 als Oberlehrer.
1922 absolvierte er einen Hilfsschullehrerkursus an der Universität Leipzig. Von 1923 bis 1933 war Uhlig Stadtverordneter in Chemnitz, von 1930 bis 1933 als Fraktionsvorsitzender der SPD. In den Jahren 1925 bis 1933 war Uhlig nebenamtlicher Redakteur der kommunalpolitischen Halbmonatsschrift Sozialdemokratisches Gemeindeblatt. Ferner amtierte er zeitweise als 2. Vorsitzender des Bezirkes Chemnitz Erzgebirge der SPD und als 2. Vorsitzender des Unterbezirks Groß Chemnitz SPD und war auch Mitglied des Gauvorstandes Chemnitz. Daneben war er Mitglied im Schulbeirat Chemnitz und im Kreisausschuss der Kreishauptmannschaft Chemnitz sowie Mitglied des Kommunalpolitischen Landesausschusses der SPD in Sachsen und schließlich von 1932 bis 1933 Vorstandsmitglied des Sächsischen Gemeindetags.
Bei der Reichstagswahl vom Juli 1932 wurde Uhlig als Kandidat der SPD für den Wahlkreis 30 (Chemnitz-Zwickau) in den Reichstag gewählt. Nachdem er bei den Wahlen vom November 1932 und vom März 1933 wiedergewählt worden war, gehörte Uhlig dem deutschen Parlament bis zum Juni 1933 an. Im März 1933 war Uhlig einer von vierundneunzig Abgeordneten des Reichstages, die gegen die Annahme des Ermächtigungsgesetzes stimmten, das zusammen mit der Reichstagsbrandverordnung vom Februar desselben Jahres die juristische Grundlage für die Errichtung der nationalsozialistischen Diktatur bildete, und das schließlich mit 444 zu 94 Stimmen angenommen wurde.
Im Mai 1933 floh Uhlig in die Tschechoslowakei. Im Oktober 1938 ging Uhlig ins Exil nach Schweden, wo er als Vertreter der freien Gewerkschaften tätig war.
1952 kehrte Uhlig nach Deutschland zurück. In den folgenden vier Jahren arbeitete er als Volksschuldirektor und dann zwei Jahre lang als Schulrat in Frankfurt am Main.